# 13-as számú Országos Kéktúra szakasz

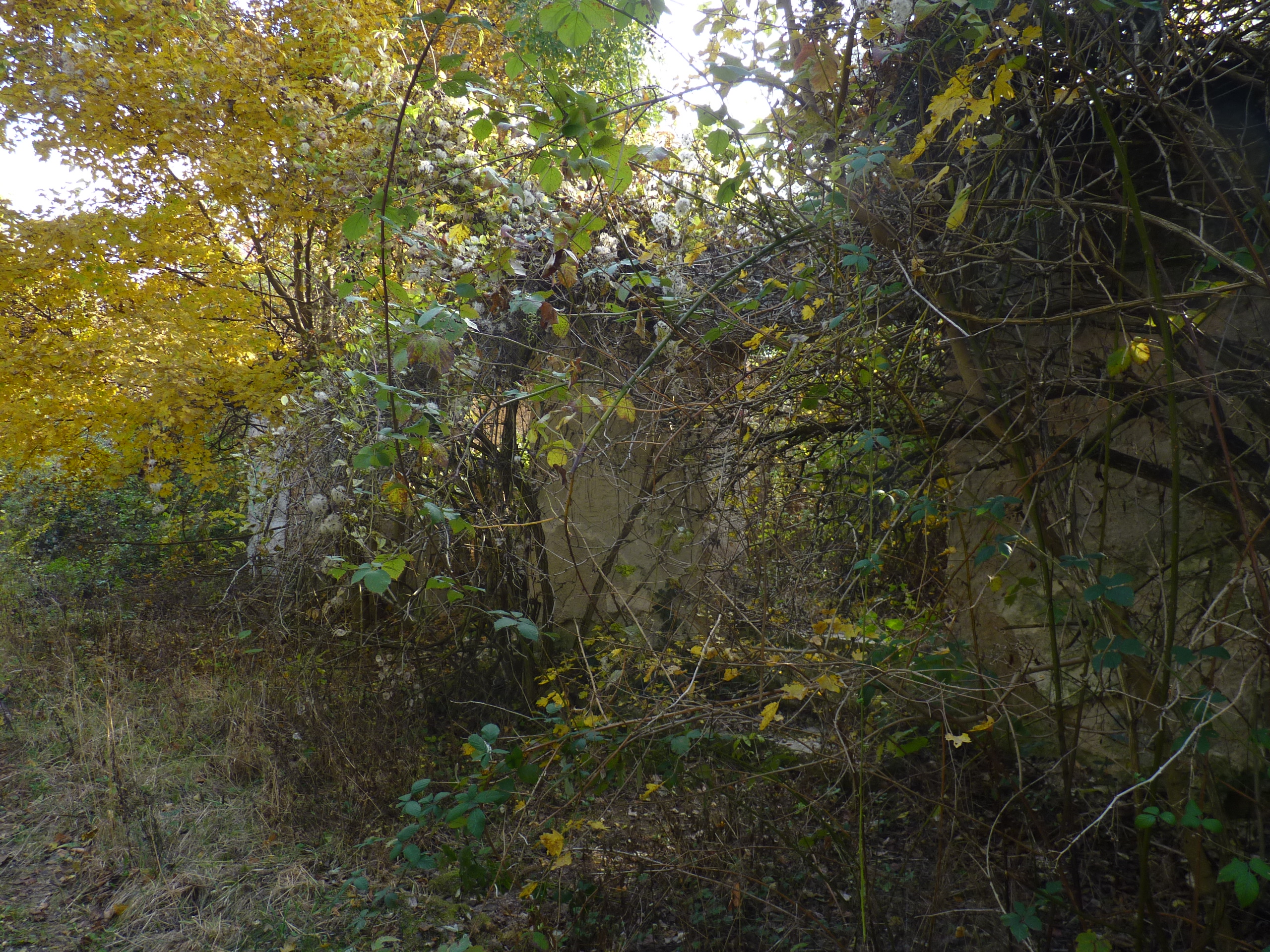
A Zsíros-hegyi turistaház romjai

A 13-as számú Országos Kéktúra szakasz az Országos Kéktúra Piliscsabától Hűvösvölgyig.tartó, nagyrészt a Budai-hegységen átvonuló szakasza. 

## Történelem
Az Országos Kéktúra eredeti, 1930-as években kijelölt útvonala Klastrompusztától a Pilis-nyergen keresztül csaknem egyenesen vezetett fel Dobogó-kőre. E mindössze 7 km-es szakasz helyett jelölték ki 1948 után azt a több mint 65 km hosszú kanyarulatot, amely bevezet a Budai-hegység szívébe, az akkor átadott Úttörővasút (ma Gyermekvasút) hűvösvölgyi végállomására. Ennek a betoldásnak a része a jelenlegi 13-as számú szakasz is.

## Alszakaszok
| [ 2 ] | Szám      | Szakasz (pecsételőhely) | Táv     |
| ----- | --------- | --- | ------- |
|       | OKT-131   | Piliscsaba – Kőris-völgy – Bükkös-árok – Kutya-hegy – Nagy-Szénás – Turistaház emlékfal – Felső-Zsíros-hegy – Nagykovácsi, Zsíroshegyalja – Alsó-Zsíros-hegy – Az egykori Zsíros-hegyi turistaház maradványai (Muflon itató) | 11,9 km |
|       | OKT-132   | Zsíros-hegy – Kerek-hegy – Kovácsi-erdőföldek – Remete-hegy – Remete-szurdok – Máriaremete, kegytemplom – Nagy-rét – Hűvösvölgy                                                                                              | 9,8 km  |
|       | Összesen: | | 21,7 km |

## Érintett települések
A túraszakasz a következő települések közigazgatási területét érinti:
- Piliscsaba
- Pilisszentiván
- Nagykovácsi
- Solymár
- Remeteszőlős
- Budapest II. kerülete